# Finský cestovní pas

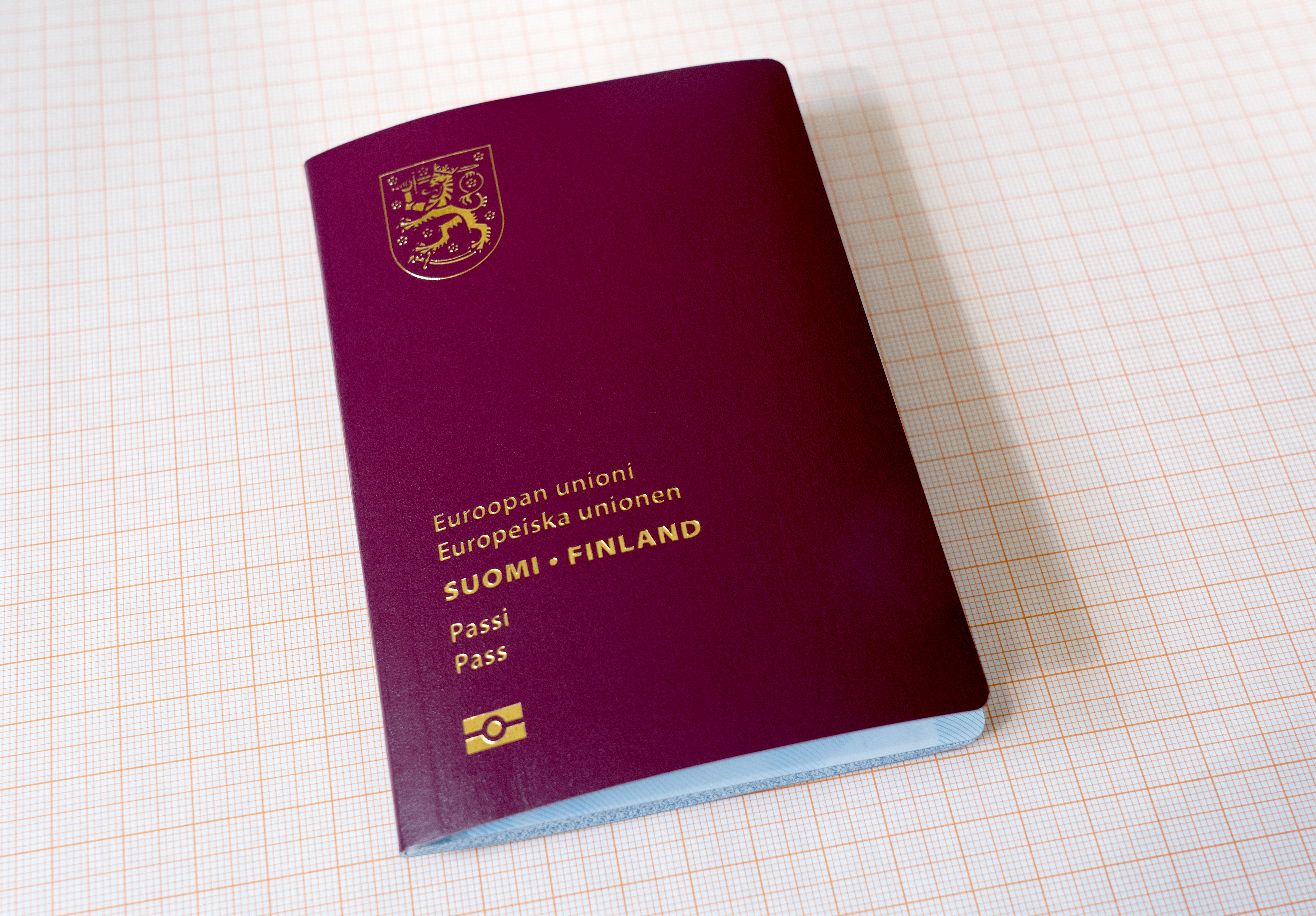
Vzor finského cestovního pasu: 2023.

Vízové požadavky finských občanů
Finsko
Plná svoboda pohybu (Severská pasová unie)
Svoboda pohybu
Vízum není třeba
Vízum udělována při příjezdu
eVisa
Vízum dostupné při příjezdu i online
Vízum nutné předem

Finský cestovní pas je cestovní doklad, který může získat finský občan. Vzhledem k tomu, že děti již nejsou zaznamenávány v pasu svého zákonného zástupce, musí mít vlastní pas. Současný biometrický pas platí pět let. Dřívější pas byl platný na deset let.
S finským pasem lze cestovat bez víza do téměř 190 zemí. Podle webu Passportindex umožňovaly v roce 2020 finské pasy přístup do 172 zemí. Podle webu Henley Passport Index umožňuje finský pas přístup do 188 zemí.
V roce 2015 bylo ve Finsku vydáno 774 544 pasů. Měřeno počtem stran je finský pas středně silný, zejména kvůli cestám do Ruska.